# Ayman al-Zawahiri
Ayman Mohammed Rabie al-Zawahiri (n. 19 iunie 1951, Maadi⁠(d), Al Qahirah, Egipt – d. 31 iulie 2022, Kabul, provincia Kabul, Afganistan) a fost un terorist egiptean, de profesie medic chirurg. Influențat de filosoful Sayyid Qutb, acesta a fost o figură importantă în cadrul Jihadului Islamic. A fost arestat de autoritățile egiptene și închis în perioada 1981-1984 deoarece a fost implicat în asasinarea președintelui egiptean Anwar Sadat. Ulterior s-a stabilit în Pakistan, de unde a continuat acțiunile împotriva guvernului secular egiptean condus de Partidul Național Democratic, fiind condamnat la moarte in absentia în 1999. 
Un apropiat de-al lui Osama bin Laden, al-Zawahiri a fuzionat Jihadul Islamic cu al-Qaida în 2001. A orchestrat mai multe atacuri teroriste ale acestei organizații, cum ar fi atentatul din Bali din 2002. După uciderea lui bin Laden din anul 2011, al-Zawahiri a devenit emir al al-Qaida, devenind astfel cel mai căutat terorist de pe planetă. 
A fost asasinat în anul 2022, în timpul unui atac cu drone al Statelor Unite ale Americii în Afganistan.